# SimCity 2000
SimCity 2000 est un jeu vidéo de gestion de type city-builder développé par Maxis et édité à partir de 1994. Initialement commercialisé sur DOS et Mac OS, le jeu a été porté sur divers micro-ordinateurs et consoles. C'est le second opus de la série SimCity.
En 1995, SimCity 2000 a reçu l'Origins Award du « meilleur jeu de stratégie sur ordinateur ».

## Description
Le succès inattendu et durable du titre original SimCity, combiné avec le relatif manque de succès des autres titres Sim a finalement motivé le développement d'une suite. SimCity 2000 est une amélioration du concept.
La vue aérienne du premier opus a été remplacée par une vue de trois-quart, en perspective isométrique, permettant de rendre compte du relief de terrain. Les couches souterraines apparaissent pour que le joueur puisse y placer des canalisations et des lignes de métro. De nouveaux types de bâtiments font également leur apparition : hôpitaux, prisons, écoles, bibliothèques, musées, parcs, marinas, zoos, stades et arcologies. Le joueur peut également construire des autoroutes, routes, dépôts de bus, aéroports et ports. Il est également possible de connecter sa ville avec les villes voisines. Le contrôle du budget et des finances est également beaucoup plus élaboré.
Les nouvelles viennent sous la forme de plusieurs articles de journaux pré-écrits avec des noms variables. Le joueur a la possibilité de consulter immédiatement ces articles ou bien de s'y abonner annuellement. Les articles de journaux fournissent de nombreuses histoires amusantes mais également des rapports importants à propos des nouvelles technologies ou des catastrophes récentes. SimCity 2000 est le seul jeu dans la série à avoir cette option.
Le seul processus considéré comme une « victoire » est le processus d'exode. En effet, lorsque 301 arcologies sont construites, elles peuvent décoller vers une autre planète, renvoyant la population de la ville proche de 0, mais ouvrant de larges espaces pour le redéveloppement et ajoutant de grandes sommes d'argent dans la trésorerie de la ville.

### Bâtiments de récompenses
Il existe des bâtiments de récompenses qui sont basés sur la population. Lorsque le joueur atteint différents niveaux de population, il est averti de la disponibilité de la récompense.
- 2 000 habitants Maison du maire
- 10 000 habitants Hôtel de ville
- 30 000 habitants Statue du maire
- 60 000 habitants Base militaire (qui fournit des avantages et des inconvénients)
- 120 000 habitants Arcologies

## Équipe de développement
- Design : Fred Haslam, Will Wright
- Programmation : Daniel Browning, Mick Foley, Fred Haslam, Justin McCormick, Jonathan Ross, James Turner, Will Wright
- Graphismes, illustrations : Bonnie Borucki, Kelli Pearson, Eben Sorkin
- Graphismes, illustrations additionnels : Susan Greene
- Musique : Brian Conrad, Sue Kasper, Justin McCormick
- Réalisateur artistique : Jenny Martin
- Illustration jaquette : David Schleinkofer
- Documentation : une vingtaine de documentalistes
- Producteur : Don Walters
- Manager projet : Larry Lee
- Réalisateur technique : Brian Conrad

## Extension
Parallèlement au lancement de SimCity 2000, un logiciel appelé SimCity Urban Renewal Kit (SCURK) est apparu. Ce logiciel permet aux joueurs de modifier les images utilisées en jeu pour représenter les divers bâtiments. Les modifications se faisaient de la même manière que dans un logiciel général de manipulation d'images. Le joueur pouvait créer des fichiers bitmap basiques de taille standard dans une palette de 256 couleurs. Des ensembles de graphiques pré-conçus furent distribués. Certains remplaçaient les bâtiments de récompense ('reward') avec des images de divers bâtiments mondialement connus comme la Tour Eiffel. Cependant la plupart des bâtiments étaient conçus par des fans et partagés sur Internet. De nombreux SCURK ont influencé l'apparence des bâtiments originaux de SimCity 3000.

## SimCity 2000 Édition Spéciale
Une nouvelle version de SimCity 2000, SimCity 2000 Special Edition a été lancée en 1995 pour Microsoft Windows et DOS pour les PCs. Une des raisons fut que l'édition originale de SimCity 2000 ne pouvait pas être lancée sous Windows 95, même en mode prompt. SimCity 2000 Special Edition ajoutait également en plus, le SimCity Urban Renewal Kit, de nouvelles villes sélectionnées par Maxis lors d'une compétition de 1994, des scénarios additionnels et des films. Les films étaient une première pour Maxis et SimCity 2000 Special Edition fut donc le premier jeu de la collection "Sim" à fournir de réelles vidéos (en opposition aux animations bitmaps comme l'écran de félicitations dans SimAnt). Ces vidéos incluaient le film d'introduction et quatre vidéos de commentaires de Will Wright. Ces dernières étaient accessibles via l'application "WillTV" fournie avec le jeu.

## SimCity 2000 Network Edition
Une version réseau du jeu, SimCity 2000: Network Edition, a été lancée en 1996 pour les systèmes Macintosh et Windows. L'édition réseau permet de partager des ressources en jeu et d'entrer en compétition ou de coopérer avec d'autres villes. Si le joueur utilise un réseau approprié (TCP ou IPX), SimCity 2000: Network Edition fonctionne d'une manière similaire à SimCity 4 en donnant la possibilité de coopérer avec d'autres villes (par exemple, en échangeant de l'électricité contre de l'argent et vice-versa).
Cette version proposait également une interface utilisateur repensée. Au lieu d'une barre d'outils statique, les objets sont accessibles via des menus en cascade depuis la droite de l'écran. Ainsi l'écran est plus fonctionnel sans sacrifier de fonctionnalités.[pas clair]

## SimCity 2000 (Nintendo 64)
Une version japonaise de SimCity 2000 pour Nintendo 64 offrait de nouvelles caractéristiques, principalement des minijeux en 3D, un jeu de rendez-vous, un jeu de chevaux et d'élevage de monstres, parmi d'autres. Quelques nouveaux désastres naturels furent aussi inclus, comme des attaques géantes de monstres (les joueurs pouvaient utiliser leurs monstres pour combattre contre eux). Même si ces extras donnent au joueur beaucoup plus d'occupation, beaucoup considèrent que cette version du jeu ne suit pas l'atmosphère originale du jeu puisque ces extras ont été conçus pour attirer le marché japonais.

## Lancements futurs basés surSimCity 2000
- SimHealth — Lancé en 1994, ce jeu est relativement inconnu. Il proposait une interface basée sur une ville de SimCity 2000
- SimCopter — Un simulateur de vol basé sur les villes de SimCity 2000, SimCopter a été publié en 1996. Il offrait la possibilité d'importer des villes de SimCity 2000 et permettait à l'utilisateur de piloter un hélicoptère à travers celles-ci tout en accomplissant des missions comme secourir des gens ou éteindre un feu. Ce jeu est considéré comme un succès grâce à la possibilité d'explorer ses propres villes.
- Streets of SimCity — Publié en 1997, Streets of SimCity était un jeu de course basé sur le moteur de SimCopter. Une régression des graphismes et des contrôles de SimCopter a empêché ce jeu de devenir un succès commercial. Cependant, Streets of SimCity a, par la suite, servi d'inspiration pour l'option « U-Drive-It » de l'extension Sim City 4: Rush Hour.

## Stratégies de base
- Gagner de l'argent sans emprunt : fixer dès le début un taux d'impôt à 8 % (Res), 10 % (Com), 10 % (Ind) dans le budget et ne plus y toucher. Commencer par un poste de police, une école. Border la zone d'une petite zone d'habitations, commerces, industrie. Mettre une route à proximité. Diminuer les taux dans le budget. Suivre petit à petit les besoins de la ville en augmentant sa qualité en fonction de vos gains. Maintenir la criminalité basse.
- Pallier une pénurie d'eau : creuser un lac rectangulaire bordé d'une ligne de pompes, et d'une seconde ligne de châteaux d'eau et traitement d'eau (douce). Relier une canalisation de part en part de la carte. Cela suffit à irriguer votre cité jusqu'à la fin du jeu même avec une centaine d'arcologies dans la ville.